# Deshan Xuanjian
Deshan Xuanjian (Chinees: 德山宣鑒, Wade-Giles: Te-shan Hsuan-chien, Japans: Tokusan Senkan) (684-758) was een Chinese boeddhistische monnik in China tijdens de Tang-dynastie.

## Biografie
Xuanjian werd geboren in Jiannan (huidige provincie Sichuan). Aanvankelijk richtte hij zich op het bestuderen van geschriften en de Vinaya. Hij was in zijn tijd bekend door zijn kennis van de Diamandsoetra. Volgens zijn hagiografie was hij ervan overtuigd met zijn kennis de Chan meesters van de zuidelijke school te verslaan. In het geschrift Shin fukatoku (Japans: 心不可得, onderdeel van de Shinji Shōbōgenzō van Dogen) en de koanverzameling "De Blauwe Rots" (Chinees, Pi-Yen lu, Japans Hekgan Roku) wordt de ontmoeting beschreven van Xuanjian met een oude vrouw die hem ervan overtuigt dat het bestuderen van geschriften niet leidt tot verlichting. De vrouw belooft hem gratis dumplings te geven als hij antwoord kan geven op een vraag. Xuanjian moet haar het antwoord verschuldigd blijven. 
"De Diamand Soetra zegt dat de geest uit het verleden, heden en toekomst niet begrepen kan worden. Dus met welke geest vraagt de monnik om dumplings?" 
Hij werd leerling van Chan meester Longtan Chongxin (Japans: Ryōtan Sūshin) en kreeg van hem Dharma overdracht. Na een verblijf van 30 jaar in Lizhou werd hij gedwongen te vluchten voor de vervolging van het Boeddhisme door Tang Wuzong (840 - 846). Hij hield zich schuil op de berg Dufu. Later vestigde hij zich op uitnodiging van de gouverneur van Wulang op de berg Deshan. Aan dit verblijf heeft hij zijn naam te danken. Zijn bekendse leerling is Xuefeng Yicun. De Dharma-lijn via deze leerling heeft geleid tot het ontstaan van twee van de Vijf Huizen van Chan tijdens de Tang-dynastie: de Yunmen-school en de Fayan-school. 
Xuanjian is (samen met Chan meesters Huangpo Xiyun en Linji Yixuan) bekend geworden van het veelvuldig toepassen van Banghe (Japans: bokatsu) bij de instructie van zijn leerlingen. Deze Illocutionaire methode waarbij de leerling werd geslagen, toegeschreeuwd of stokslagen kreeg werd gebruikt voor het forceren van verlichting.  
Xuanjian komt tweemaal voor in de koanverzameling de "Poortloze Poort" (Chinees Wu-men Kuan, Japans Mumonkan), Koan 13 en 28.  